# Cisownica
Cisownica (cz. Tisovnice, niem. Zeislowitz) – wieś sołecka w Polsce, położona w województwie śląskim, w powiecie cieszyńskim, w gminie Goleszów. Wieś leży w historycznych granicach regionu Śląska Cieszyńskiego. Powierzchnia sołectwa wynosi 959,67 ha, a liczba ludności 1736, co daje gęstość zaludnienia równą 180,9 os./km².

## Nazwa
Nazwa Cisownica pochodzi od drzewa cis. Na terenie Cisownicy znajduje się rezerwat przyrody „Zadni Gaj”, chroniący fragment lasu z okazami cisa pospolitego. Okazy tego drzewa rosną także koło kościoła ewangelickiego, na skwerku koło budynku biblioteki oraz w wielu ogrodach cisownickich domów.

## Położenie
Centrum Cisownicy leży w dolinie potoku Cisówka. Na północy zabudowa opiera się o południowe stoki Jasieniowej i Machowej, sięgając jednak dalej na północ w dolinie Radonia (osiedla Cisownica-Dół i Bloki) oraz na północny wschód (osiedla Rzeczyca i Pasieki). Na wschodzie sięga po wzgórze Cis i połnocno-zachodnie podnóża Małej Czantorii. Na południu obejmuje dolinę Cisówki po źródła, a na zachodzie sięga po stoki wzgórz Tuł i Zagoj. Pośrodku areału miejscowości, pomiędzy dolinami Cisówki i Czantorii (Przykopy), wznoszą się wzgórza Grodzisko i Malcowa Góra.

## Integralne części wsi
| SIMC    | Nazwa         | Rodzaj    |
| ------- | ------------- | --------- |
| 0052149 | Bloki         | część wsi |
| 0052155 | Budzin        | część wsi |
| 0052161 | Cisownica-Dół | część wsi |
| 0052178 | Gaj           | część wsi |
| 0052184 | Pasieki       | część wsi |
| 0052190 | Pazuchy       | część wsi |
| 0052209 | Podczantoria  | część wsi |
| 0052215 | Równia        | część wsi |
| 0052221 | Rzeczyca      | część wsi |
| 0052238 | Wędoły        | część wsi |

## Historia
Pierwsze ślady osadnictwa na terenie wsi pochodzą z epoki żelaza. W tym okresie na terenie sołectwa znajdowały się struktury osadnicze wchodzące w skład mikroregionu Cisownica-Leszna-Puńców. Osady te, znajdujące się na wzgórzach Grodzisko oraz Machowa, mają wybitnie obronny charakter.
Miejscowość po raz pierwszy wzmiankowana została w łacińskim dokumencie Liber fundationis episcopatus Vratislaviensis (pol. Księga uposażeń biskupstwa wrocławskiego), spisanej za czasów biskupa Henryka z Wierzbna ok. 1305 w szeregu wsi zobowiązanych do płacenia dziesięciny biskupstwu we Wrocławiu, w postaci item in Cyssownica. Zapis ten (brak określenia liczby łanów, z których będzie płacony podatek) wskazuje, że wieś była w początkowej fazie powstawania (na tzw. surowym korzeniu), co wiąże się z przeprowadzaną pod koniec XIII wieku na terytorium późniejszego Górnego Śląska wielką akcją osadniczą (tzw. łanowo-czynszową). Wieś politycznie znajdowała się wówczas w granicach utworzonego w 1290 piastowskiego (polskiego) księstwa cieszyńskiego, będącego od 1327 lennem Królestwa Czech, a od 1526 roku w wyniku objęcia tronu czeskiego przez Habsburgów wraz z regionem aż do 1918 roku w monarchii Habsburgów (potocznie Austrii).
Księżna Anna, wdowa po księciu cieszyńskim Przemysławie II, w II. połowie XV w. wykupiła sołectwo w Cisownicy, dając sołtysowi Janowi Suchanowi swój folwark w zamian i czyniąc go wójtem dziedzicznym. Nowy folwark książęcy, liczący 235 morgów, powstał w XVI w. przez zabór opuszczonych pół i wyrębisk oraz gruntów, odsprzedanych pod przymusem przez chłopów. Zajmował on wszystkie pastwiska w okolicy, dlatego we wsi słabo rozwijały się hodowla bydła i szałaśnictwo, a wielu mieszkańców trudniło się furmanieniem. Przez wieś prowadził niegdyś trakt solny, tzw. „solok”, którym wożono sól z Bochni i Wieliczki na Morawy. W XVIII i XIX wieku wydobywano w okolicy, w prymitywnych sztolniach, niskoprocentowe rudy żelaza, zwane syderytami, na potrzeby pobliskiej huty w Ustroniu, a później huty w Trzyńcu. Eksploatację rud żelaza zakończono w 1870 roku. O obecności żelaza świadczą rdzawe koryta potoków przepływających przez Cisownicę. Dla potrzeb huty w Ustroniu wypalano również węgiel drzewny.
Przez cały czas Cisownica była wsią książęcą z dziedzicznym wójtem. W XVIII wieku została włączona do majoratu habsburskiego. Według austriackiego spisu ludności z 1900 w 115 budynkach w Cisownicy na obszarze 958 hektarów mieszkało 957 osób, co dawało gęstość zaludnienia równą 99,9 os./km². z tego 77 (8%) mieszkańców było katolikami, 873 (91,2%) ewangelikami a 7 (0,7%) wyznawcami judaizmu, 948 (99,1%) było polsko- a 2 (0,2%) niemieckojęzycznymi. Do 1910 roku liczba budynków wzrosła do 123 a spadła do 953, z czego wszyscy byli polskojęzyczni, 95 (10%) było katolikami, 853 (89,5%) ewangelikami, 5 (0,5%) żydami.
Po zakończeniu I wojny światowej tereny, na których leży miejscowość - Śląsk Cieszyński stał się punktem sporu pomiędzy Polską i Czechosłowacją. W 1918 roku na bazie Straży Obywatelskiej miejscowi Polacy utworzyli lokalny oddział Milicji Polskiej Śląska Cieszyńskiego, który podlegał organizacyjnie 15 kompanii w Ustroniu. W lutym 1919 r. w trakcie wojny polsko-czechosłowackiej, gdy wojska polskie były zmuszone wycofać się na linię Wisły, przez ok. 4 tygodnie Cisownica pozostawała formalnie pod okupacją czechosłowacką.
W latach 1958–1972 wieś należała i była siedzibą władz gromady Cisownica. W latach 1975–1998 miejscowość położona była w województwie bielskim.

## Działalność społeczno-kulturalna
Mieszkańcy Cisownicy prowadzą ożywioną działalność kulturalną. Przy Świetlicy Gminnej działają: Zespół Śpiewaczy „Beskurcyje”, kabaret „Rufijoki”, kółko literackie, tatrzyk dzicięcy „Iskierka”, Klub Propozycji. Na terenie wsi działa Stowarzyszenie Miłośników Cisownicy, które doprowadziło do powstania Izby Regionalnej „U Brzezinów”, otwartej 29 września 2001 roku.

## Religia
Przez wieki nie było w Cisownicy żadnego kościoła. Katolicy należeli do parafii w Goleszowie, a ewangelicy uczęszczali w XIX w. do kościoła w Ustroniu. W 1849 poświęcono w Cisownicy cmentarz ewangelicki. 
Obecnie na terenie wsi działalność duszpasterską prowadzi parafia Kościoła Ewangelicko-Augsburskiego, a nowy kościół ewangelicki wznosi się w centrum wsi od 1981 r.

## Komunikacja
Do wsi do 30 czerwca 2012 roku kursowały autobusy PKS Cieszyn Sp. z o.o. na trasie Cieszyn – Cisownica – Cieszyn. Obecnie wieś obsługują wyłącznie busy prywatnego przewoźnika TRANSBUS na trasie Cieszyn – Puńców – Dzięgielów – Cisownica oraz Goleszów Szkoła – Cisownica – Dzięgielów – Leszna.

## Turystyka
Zachodnim skrajem wsi biegnie zielono znakowany szlak turystyczny:
- Goleszów (PKP) - Tuł - Czantoria Wielka

Na terenie wsi wyznakowano również zielono znakowaną, okrężną ścieżkę spacerową pod nazwą „Szlak Cisownicki”.
Przez miejscowość przechodzi trasa rowerowa:
- zielona trasa rowerowa nr 13 – Ustroń – Jastrzębie-Zdrój – Rybnik (82 km).

W przeszłości (do 2005 r.) na północno-zachodnich stokach Zagoja funkcjonowało Schronisko PTTK „Pod Tułem” (obecnie obiekt funkcjonuje jako sezonowa restauracja z salą bankietową i pokojami noclegowymi).
Do 21 grudnia 2007 r. funkcjonowało przejście graniczne Cisownica-Nýdek, które na mocy Układu z Schengen zostało zlikwidowane.

## Postacie
Urodzeni w Cisownicy:
- Jan Berek (1900)
- Jerzy Berek (1914)
- Jan Jeleń (1808)
- Władysław Polok (1939)
- Paweł Puczek (1936)

Zamieszkali w Cisownicy:
- Jura Gajdzica – chłopski pamiętnikarz i bibliofil z początków XIX w.
- Tadeusz Sławek – poeta, tłumacz, eseista, literaturoznawca, profesor Uniwersytetu Śląskiego.

## Galeria

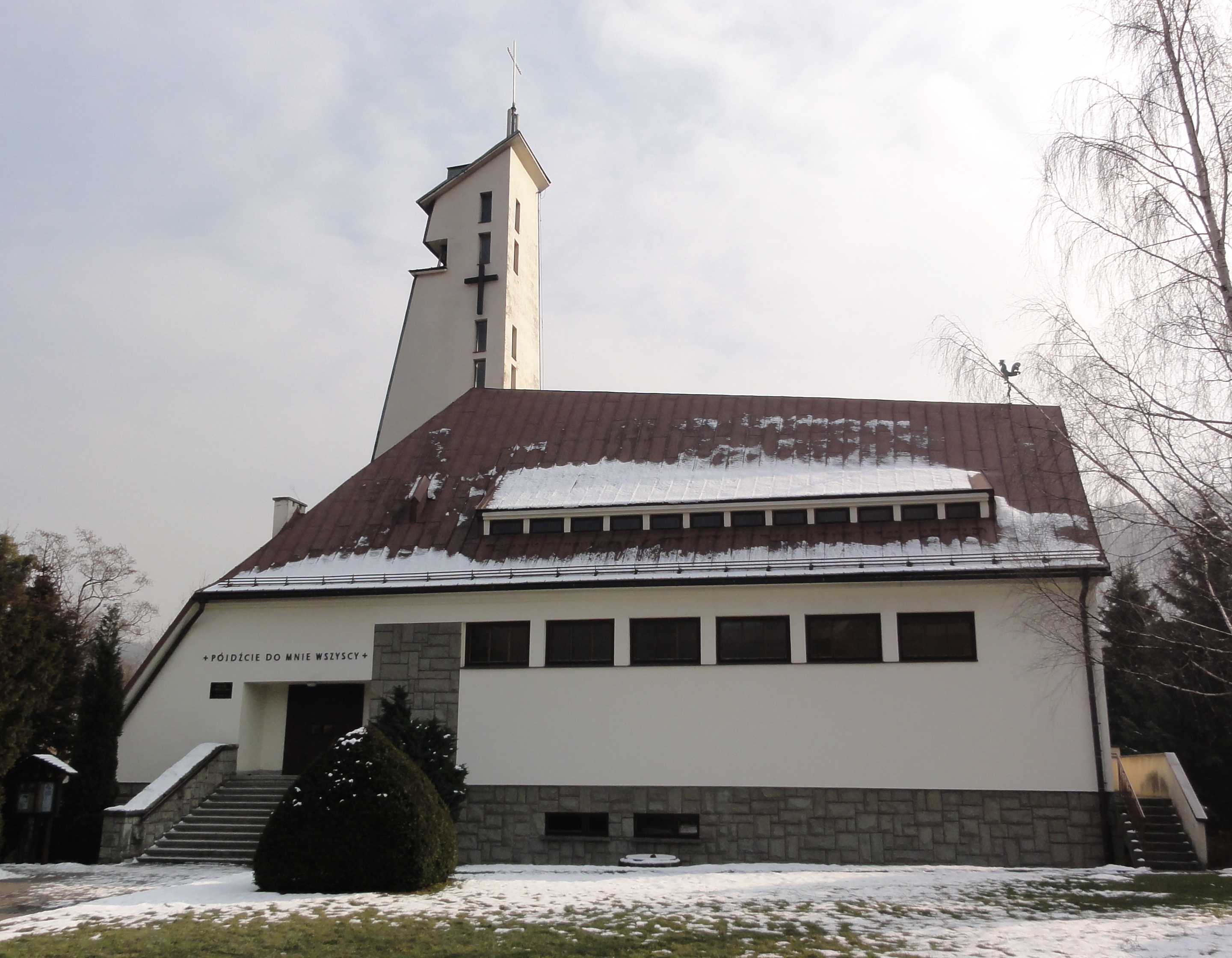
Kościół ewangelicki
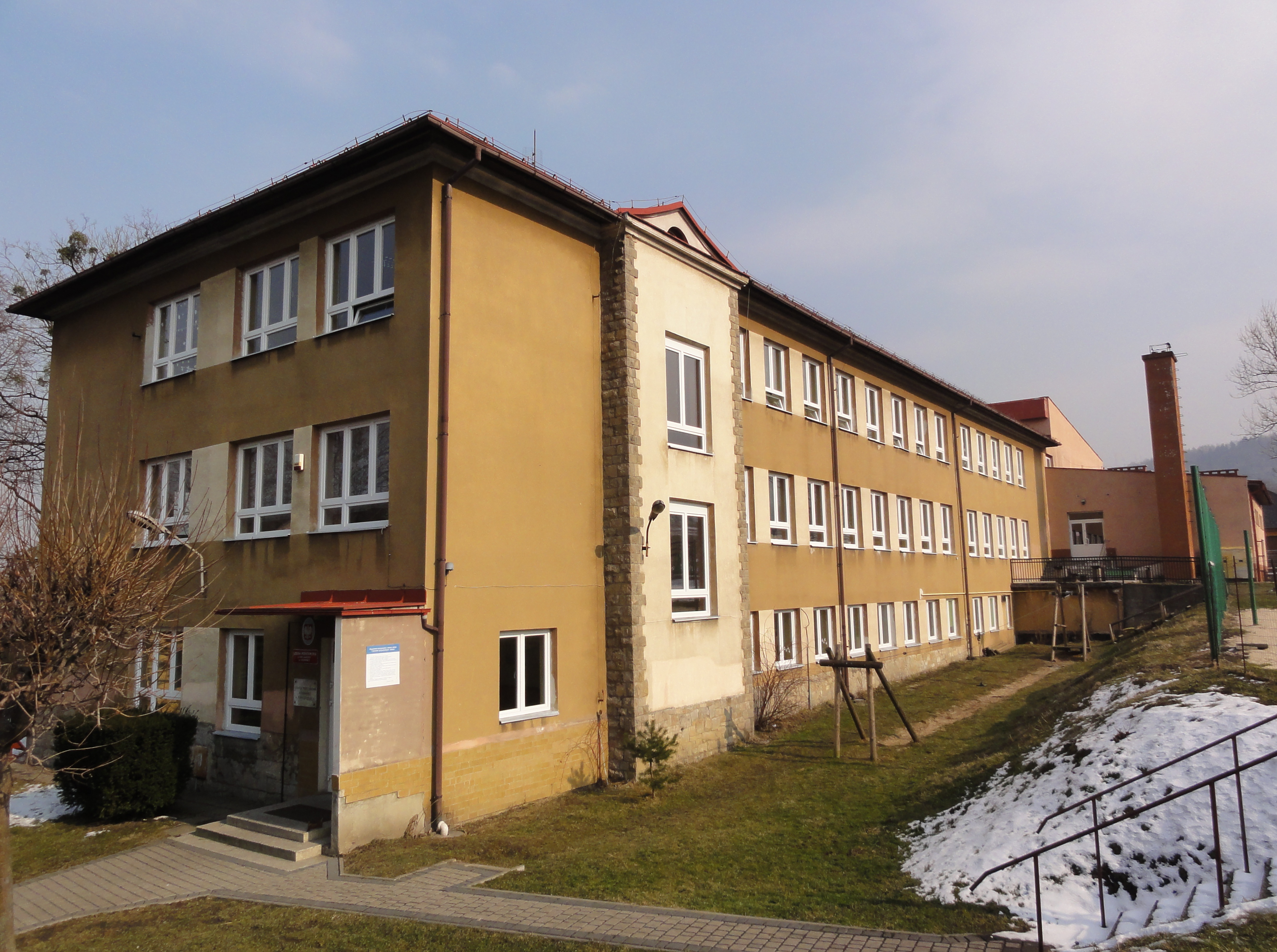
Szkoła Podstawowa
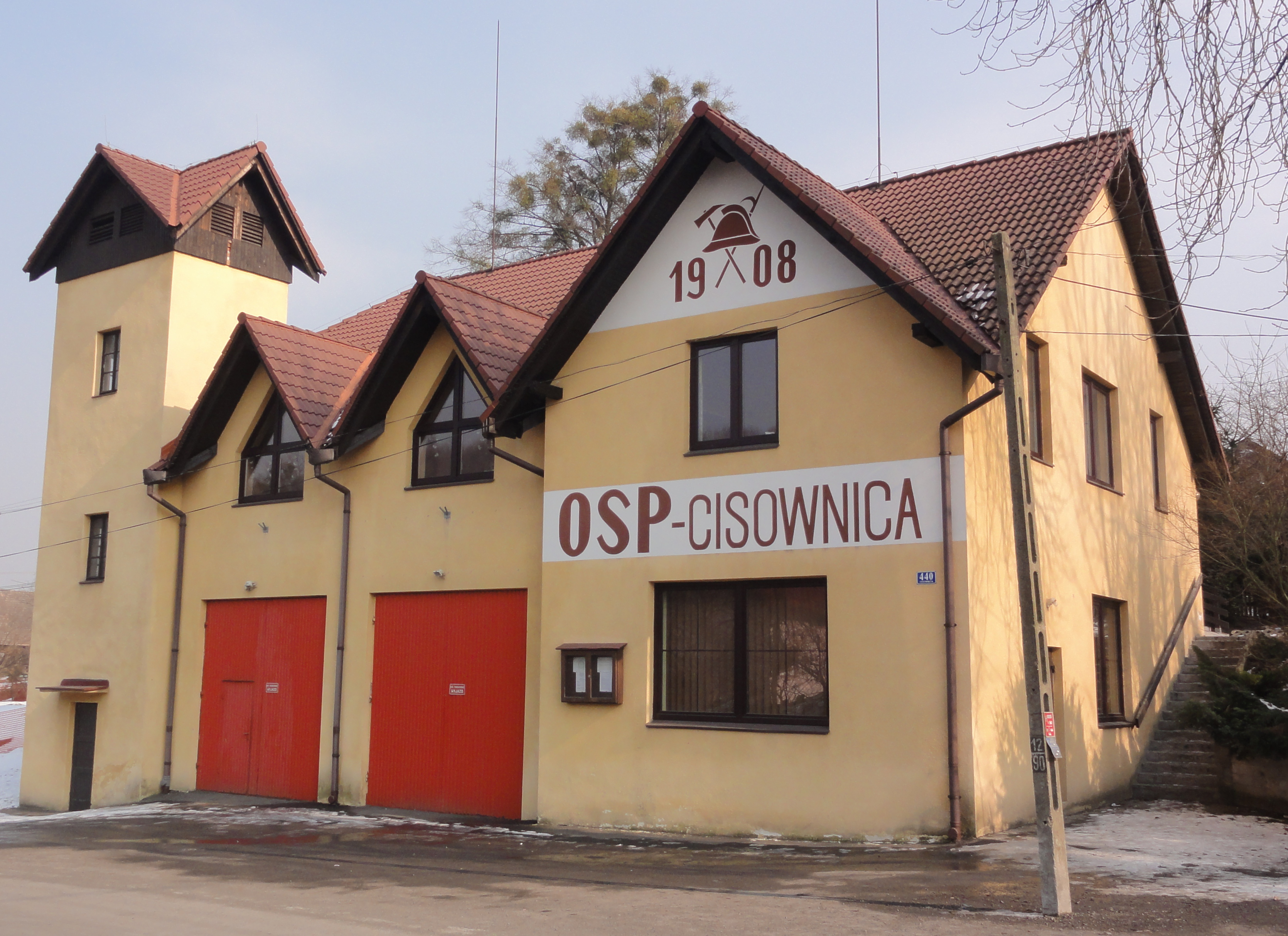
Remiza strażacka
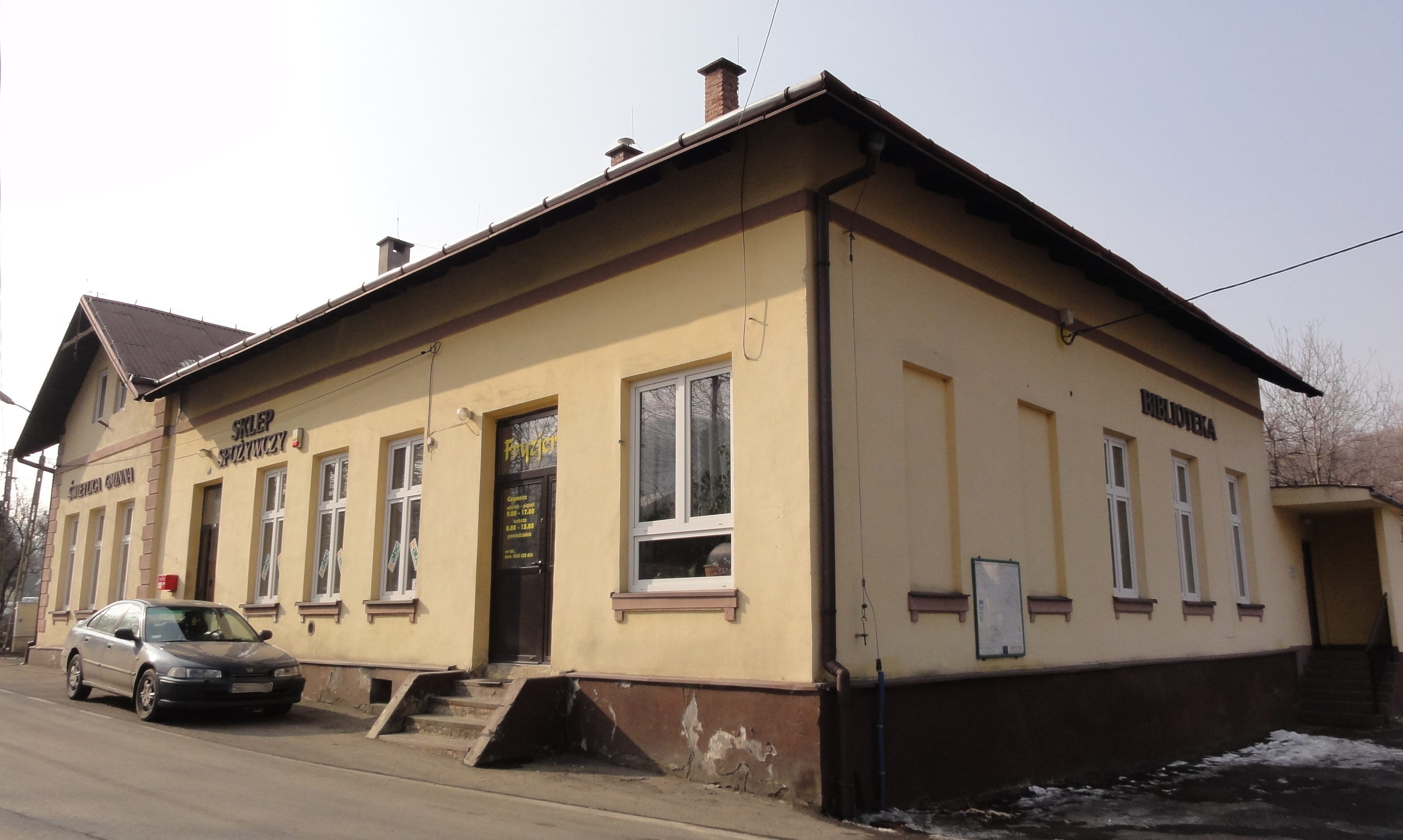
Biblioteka, świetlica i sklep w centrum
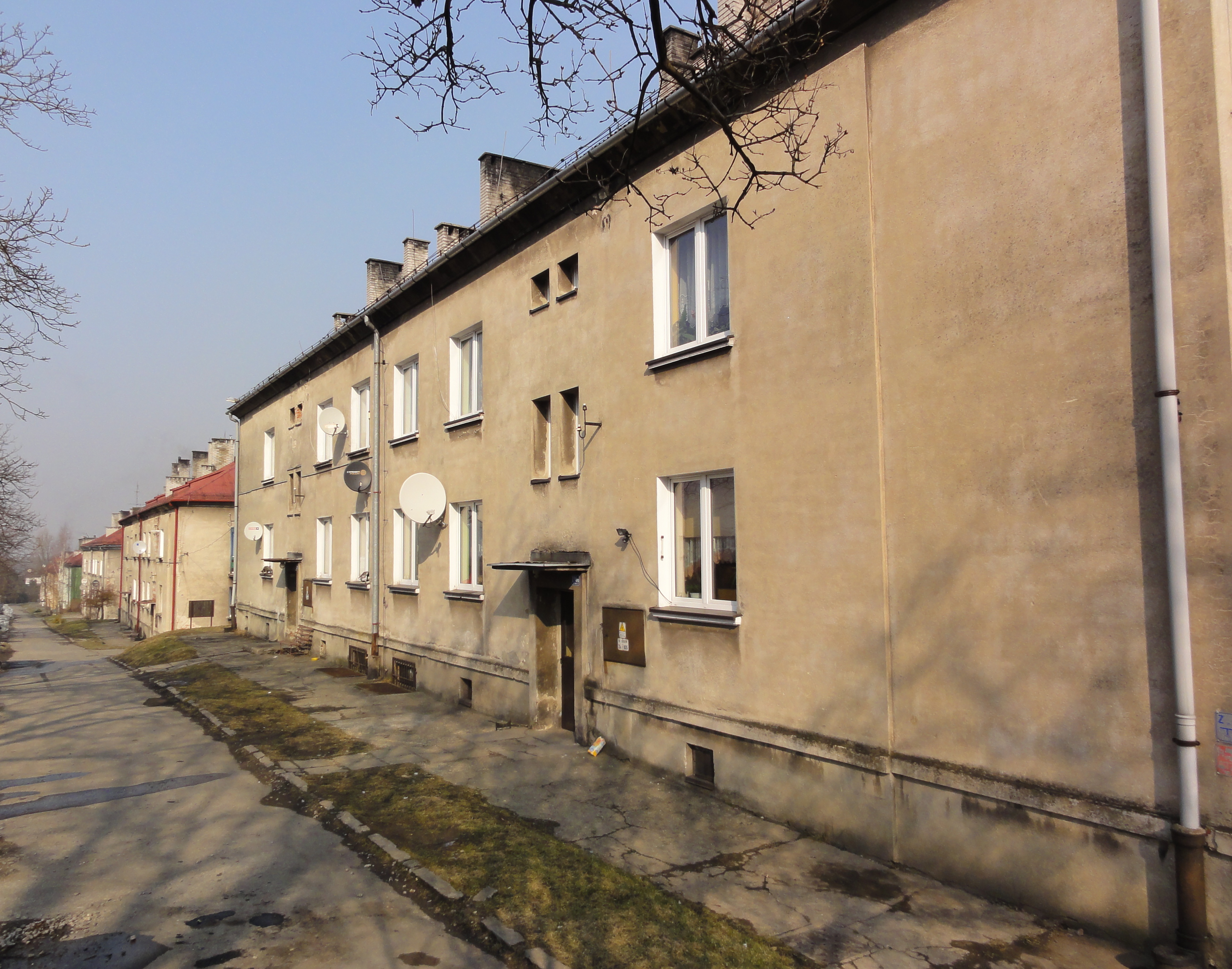
Osiedle wielorodzinne
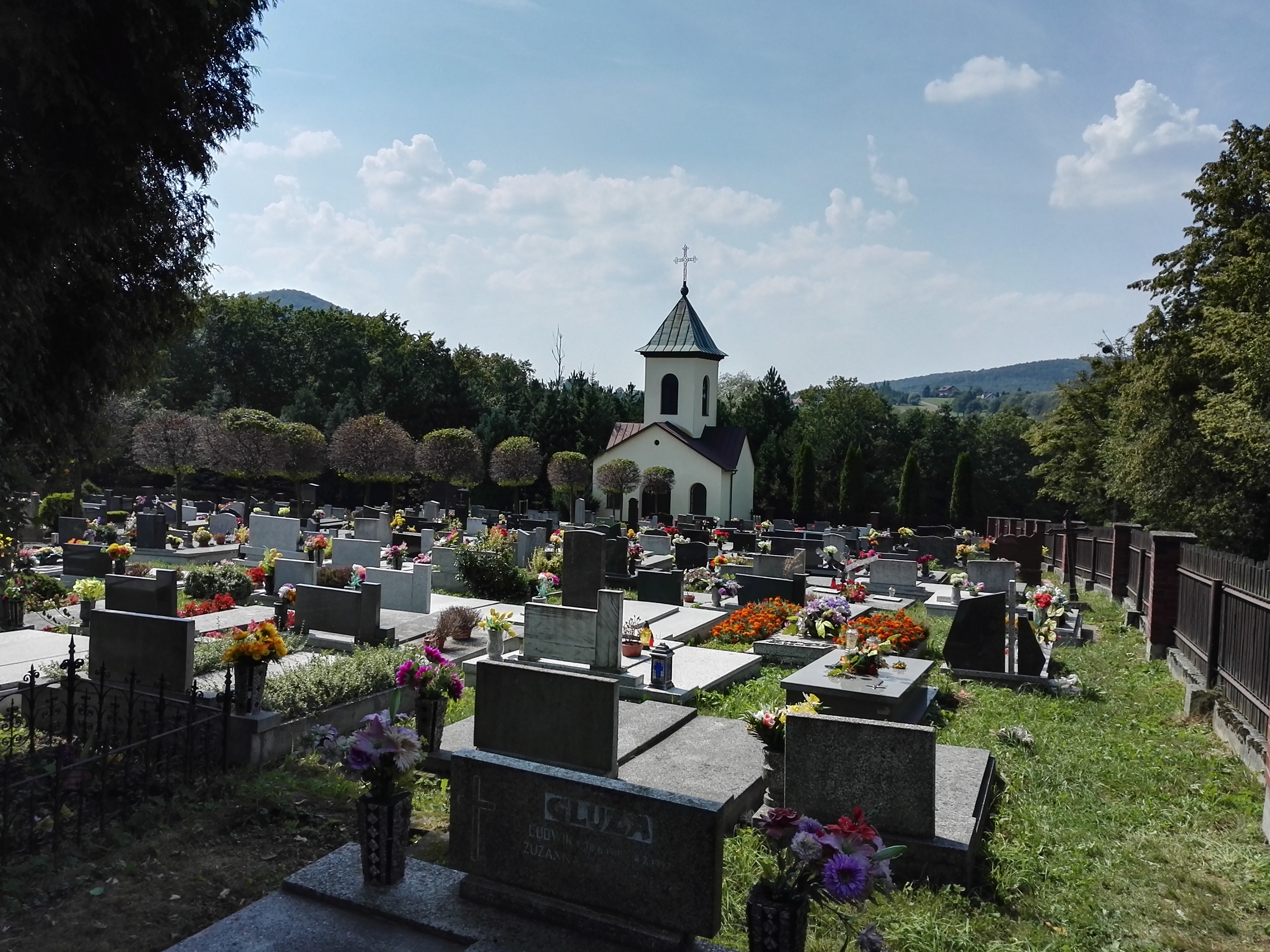
Cmentarz ewangelicki